# مينيريل

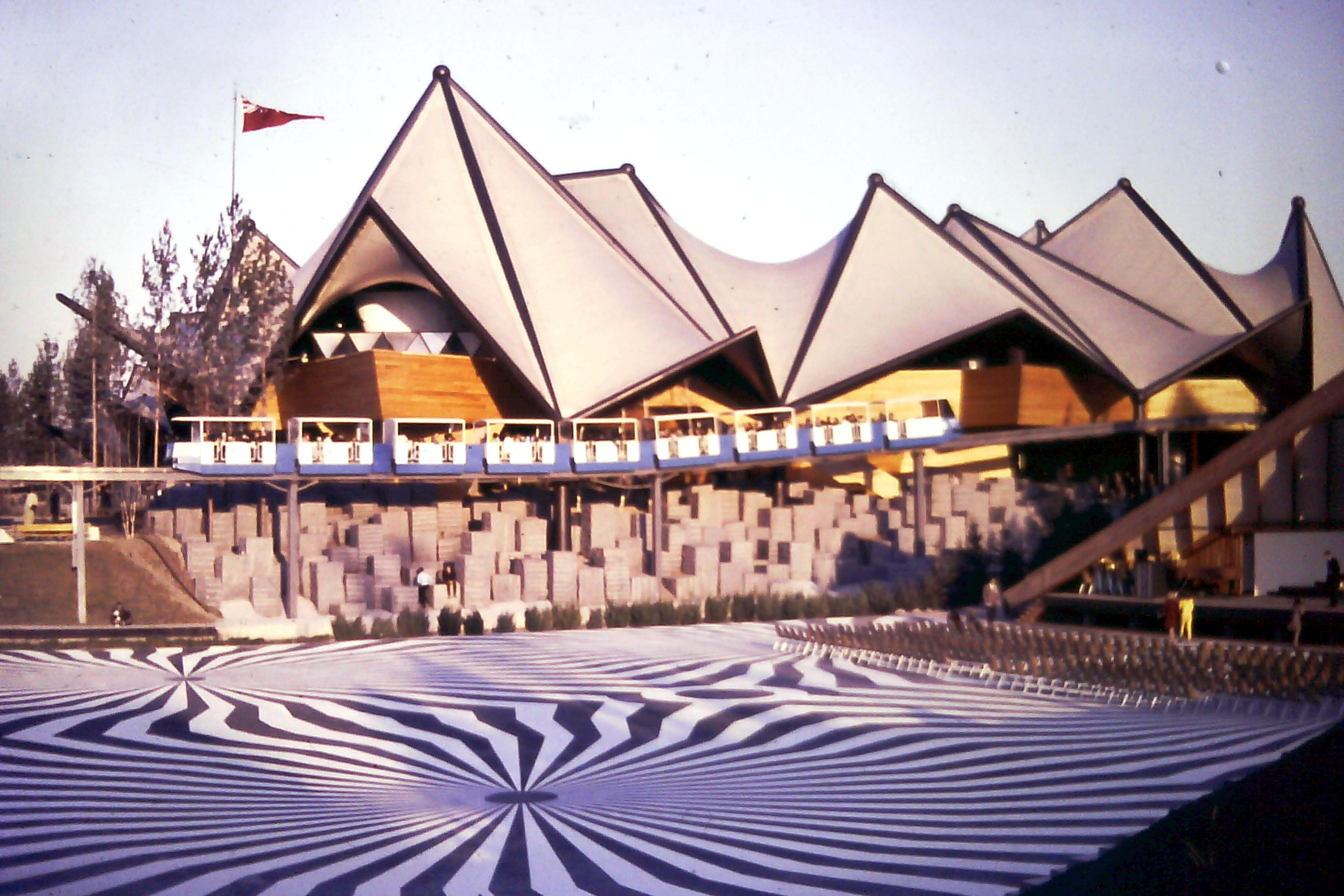
مينيريل جناح أونتاريو.

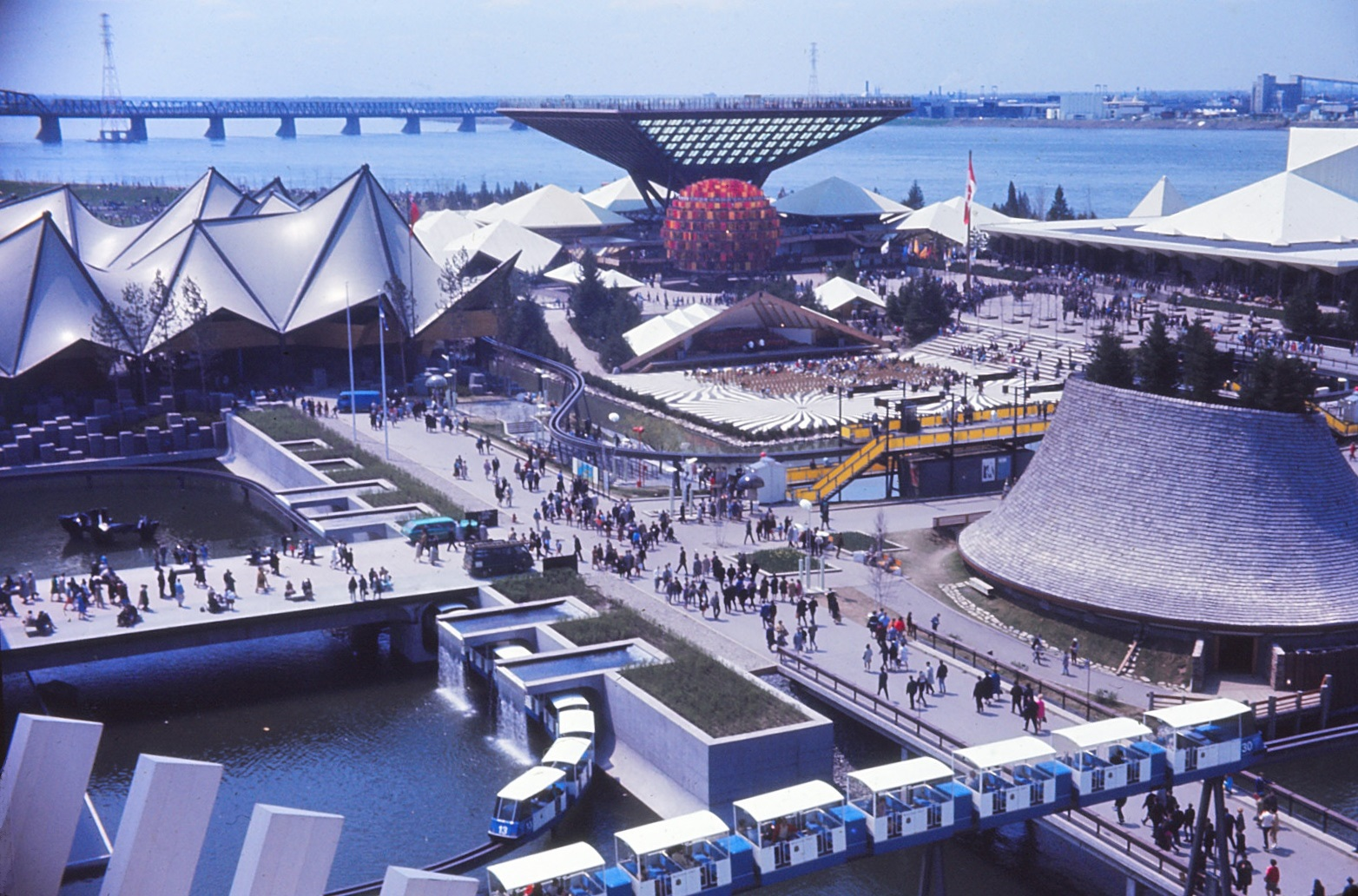
المينيريل عبر أونتاريو (يسار) وأجنحة المقاطعات الغربية (يمين).

مينيريل كان نظامً خط أحادي آلي في جزر سانت هيلين ونوتردام في مونتريال ، كيبيك، كندا. تم بناء الشبكة لمعرض إكسبو العالمي لعام 1967 (إكسبو 67). يتألف النظام من ثلاث دوائر مستقلة تشغلها نوعان مختلفان من القطارات: الأكبر «الأزرق» (الذي توقف عن العمل في عام 1973) الذي كان يعمل في الغالب في جزيرة نوتردام، والأصغر «الأصفر» (انتهى في عام 1981) الذي تم تشغيله على الشمال والجنوب ينتهي في جزيرة سانت هيلين. فقط حلقة مسار لا روند (أيضًا «أصفر»)، المنفصلة عن بقية النظام في الطرف الشمالي، لا تزال قائمة وتستمر في العمل في المتنزه حتى يومنا هذا - وهو الجزء الوحيد الباقي من مينيريل.

## الطرق
كان الجزء الرئيسي من النظام هو مينيريل «الأزرق» في جزيرة نوتردام وجزء صغير من جزيرة سانت هيلين. كان هناك أيضًا حلقتان صغيرتان: مينيريل «الصفراء» على طرفي جزيرة سانت هيلين. كان نصف قطر النظام الأدنى 50 قدم (15 م) ، وبحد أقصى 10٪.

## روابط خارجية
- Minirail في موقع لا روند الرسمي
- الجدة Monorails - إكسبو '67 بقلم ديفيد ب.
- تاريخ العبور في مونتريال، كيبيك. قائمة أنظمة النقل العابر الكندية ، ديفيد أ. وايت